# Gerard ter Borch (I)

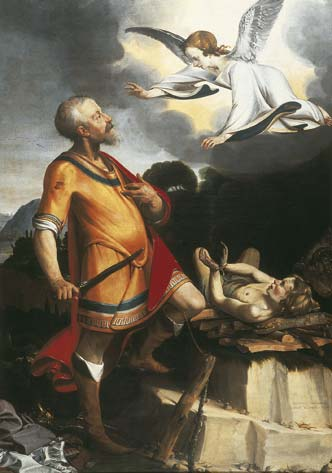
Ábrahám áldozata (1618-19)

Gerard ter Borch, idősb (Névváltozatok: Terborch, Ter Borgh; Zwolle, 1582/1583 — Zwolle, 1662. április 20.), holland festő és műgyűjtő a holland aranykorban. Apja és mestere a híres Gerard Terborch festőművésznek.

## Életútja
Harmen ter Borch (1550–1634) mester legidősebb fia volt, tehetsége volt a művészethez. 1604–1612 közt Rómában élt és alkotott, számos topográfiai vázlatot készített, különösen az ókori Róma maradványairól, az ókori romokról. Alaposan felmérte a kortárs Rómát is, rajzokkal, számadatokkal. 1618-ban magát mint művészt jelölte meg, emellett gyűjtő is volt, olasz metszeteket gyűjtött, később saját tehetséges gyermekeit tanította rajzolni, festeni, s gyűjtötte munkáikat.
Három házasságából 13 gyermeke született, közülük 5 gyermek mutatott művészi hajlamokat, Anna lánya a szépírásban tűnt ki, Gesina az akvarell rajzban. Három fia festett, Harmen, Mózes és Gerard. Leghíresebb festő, a holland iskola egyik jeles tagja az ifjabb Gerard Terborch lett.

## Fordítás
- Ez a szócikk részben vagy egészben a Gerard ter Borch (I) című holland Wikipédia-szócikk ezen változatának fordításán alapul.  Az eredeti cikk szerkesztőit annak laptörténete sorolja fel. Ez a jelzés csupán a megfogalmazás eredetét és a szerzői jogokat jelzi, nem szolgál a cikkben szereplő információk forrásmegjelöléseként.